# Anita O'Day
Anita Belle Colton, conhecida por Anita O'Day (18 de Outubro de 1919 - Los Angeles, 23 de Novembro de 2006), foi uma cantora de jazz estadunidense.
Devido a ter problemas com o uso de drogas (heroína) e álcool, era também conhecida por Jezebel do Jazz.
O'Day foi uma das vozes mais respeitadas do jazz nas décadas de 40 e 50 com suas chamativas e atrevidas interpretações de canções como "Honeysuckle Rose" e "Sweet Georgia Brown". Alguns especialistas a situam ao lado de Ella Fitzgerald, Sarah Vaughan e Billie Holiday.
De origem humilde, sua paixão pela música surgiu dos discos de Mildred Bailey e Billie Holiday. No início de sua carreira foi rejeitada pelo clarinetista Benny Goodman, que não a quis em sua orquestra, preferindo Peggy Lee.
Sua oportunidade chegou quando foi contratada pelo baterista Gene Krupa como vocalista de sua orquestra em 1941. Naquele mesmo ano, a canção "Let me off Uptown" a levou ao estrelato.
Seu trabalho com Gene Krupa lhe deu celebridade e fama, mas em 1943 a orquestra se dissolveu quando ele foi detido por posse de maconha. A cantora acabou passando para a orquestra de Stan Kenton, na qual trabalhou à espera de que seu antigo chefe abandonasse a prisão.
Com Krupa em liberdade, Anita O'Day voltou a trabalhar com ele em 1945. Depois de dois anos, deu início a uma carreira solo, na qual conseguiu gravar alguns discos para pequenas gravadoras.
Após uma fase crítica, na qual também foi viciada em drogas, Norman Granz a contratou em 1952 para seus selos, e com ele viveu a etapa mais frutífera de sua carreira.
Seu grande sucesso ocorreu em 1957, quando gravou junto ao trio do pianista Oscar Peterson o álbum "Anita sings the most", no qual demonstrou sua capacidade de improvisação.
Em 1958, gravou "Anita O'Day sings the winners", alternando o canto com a orquestra de Russ Garcia e com a de Marty Patch. Em 1962 fez, com Krupa, o disco "Drummer man" e após romper sua relação com a casa Verve se dedicou às atuações e às excursões por todo o mundo com seu trio.
Posteriormente, ficou oito anos sem gravar e sua volta, em 1970, levou à gravação de um disco ao vivo no Festival de Jazz de Berlim. O êxito daquele show ao vivo animou a estrela branca do jazz a gravar outros em Tóquio e em San Francisco (Califórnia). Seu último disco foi "Indescructible!", produzido em 2006.
Morreu aos 87 anos enquanto dormia em um hospital de West Hollywood devido a complicações provocadas por uma pneumonia.